# Rönnskär, Borgå
Rönnskär är en ö i Finland. Den ligger i Finska viken och i kommunen Borgå i den ekonomiska regionen  Borgå i landskapet Nyland, i den södra delen av landet. Ön ligger omkring 34 kilometer öster om Helsingfors. 
Öns area är 2 hektar och dess största längd är 230 meter i öst-västlig riktning.